# 27108 Bryanhe
27108 Bryanhe este un asteroid din centura principală de asteroizi.

## Descriere
27108 Bryanhe este un asteroid din centura principală de asteroizi. A fost descoperit pe 10 noiembrie 1998 la Socorro, New Mexico, în cadrul proiectului LINEAR. Asteroidul prezintă o orbită caracterizată de o semiaxă mare de 2,31 ua, o excentricitate de 0,11 și o înclinație de 2,8° în raport cu ecliptica.